# Gert Haller
Gert Haller (* 30. April 1944 in Tübingen; † 11. April 2010 in Bremen) war ein deutscher Politiker und Manager. Er war von 2006 bis 2009 als Staatssekretär und Chef des Bundespräsidialamtes der protokollarisch ranghöchste deutsche Beamte.

## Leben
Als Sohn des Volkswirtschaftsprofessors und Staatssekretärs Heinz Haller – dieser arbeitete von 1970 bis 1972 unter dem Finanzminister Alex Möller bei der Vorbereitung der Steuerreform mit – studierte er Volkswirtschaftslehre in Berlin und Heidelberg. Von 1970 bis 1977 war er Wissenschaftlicher Assistent am Lehrstuhl für Wirtschaftspolitik an der Ruprecht-Karls-Universität Heidelberg.
Nach seiner Promotion trat Haller 1977 in das Bundesministerium der Finanzen ein. Dort war er zuletzt Staatssekretär und als persönlicher Beauftragter des Bundeskanzlers zur Vorbereitung der Weltwirtschaftsgipfel tätig.
Ab dem 1. Januar 1993 leitete er die Abteilung IX im Bundesfinanzministerium. Haller leistete hier einen wesentlichen Beitrag zur Einführung der europäischen Währung. Zum 1. Januar 1995 wechselte er in die Privatwirtschaft und wurde Vorstandssprecher beim Finanzkonzern Wüstenrot & Württembergische. Von Anfang 2001 an war er deren Vorstandsvorsitzender und in dieser Zeit entscheidender Befürworter der Zusammenführung der Wüstenrot-Gruppe und der Württembergischen Versicherung, die seitdem unter dem neuen Namen W & W auftreten.
Vom 1. März 2006 bis 30. September 2009 war Haller Chef des Bundespräsidialamtes in Berlin. Horst Köhler und Haller waren persönlich befreundet. Sie kannten sich seit der Zeit, als sie beide im Bundesfinanzministerium zur Zeit von Minister Gerhard Stoltenberg arbeiteten. Hallers Nachfolger auf dieser Position wurde Hans-Jürgen Wolff. Haller verzichtete auf sein reguläres Staatssekretärsgehalt als Chef des Bundespräsidialamts und arbeitete stattdessen für einen symbolischen Euro. Seinen Lebensunterhalt bestritt er mit seiner Altersversorgung als ehemaliger Vorstandsvorsitzender der Wüstenrot & Württembergische AG.
Neben der politischen Tätigkeit gehörte Haller seit 1998 dem Vorstand der Wissenschaftlichen Buchgesellschaft (WBG) an und war ab 2007 deren Vorsitzender. Dort forcierte er unter anderem die Übernahme des Verlages Philipp von Zabern und des Hörbuchverlags auditorium maximum. Sein Nachfolger in diesem Amt wurde kommissarisch Dieter Planck.
Haller starb nach einer kurzen schweren Erkrankung in Bremen und wurde in Heidelberg beigesetzt. Sein Tod und die Probleme, die nach seinem Ausscheiden im Bundespräsidialamt auftraten, werden als ein Grund für den Rücktritt von Bundespräsident Köhler am 31. Mai 2010 angeführt.

## Auszeichnungen
- 1997: Großes Goldenes Ehrenzeichen für Verdienste um die Republik Österreich[12]
- 2006: Großkreuz des Verdienstordens der Italienischen Republik
- 2007: Mitgliedschaft der Nationalen Ehrengesellschaft Maltas
- 2007: Norwegischer Verdienstorden
- 2008: Niederländischer Verdienstorden
- 2008: Großes Bundesverdienstkreuz
- 2009: Großkreuz des portugiesischen Verdienstordens

## Veröffentlichungen
- Optimale Haftung bei Strassenverkehrsunfällen. Dissertationsschrift, Duncker und Humblot, Berlin 1977.